# Histampica duplicata
Histampica duplicata är en ormstjärneart som först beskrevs av George Richard Lyman 1875.  Histampica duplicata ingår i släktet Histampica och familjen bandormstjärnor. Inga underarter finns listade i Catalogue of Life.